# Partizanska eskadrila
Partizanska eskadrila partizanski je film Hajrudina Krvavca iz 1979. godine. Film je priča o stvaranju partizanskog ratnog zrakoplovstva u vremenu najveće nadmoćnosti Trećeg Reicha. Prikazan je na 26. Pulskom filmskom festivalu 1979. te nagrađen Srebrnom arenom za režiju.

## Glavne uloge
- Bekim Fehmiu - major
- Velimir Živojinović - Vuk
- Ljubiša Samardžić - Žare
- Radoš Bajić	- Dalibor
- Radko Polič - Klauberg
- Branko Pleša - von Norden
- Faruk Begolli - Begović
- Branko Đurić - Slaven
- Jordančo Čevrevski - Zeko
- Zlata Petković - Jelena
- Suada Avdić - Milja
- Aljoša Vučković - Boris